# Bodum (empresa)

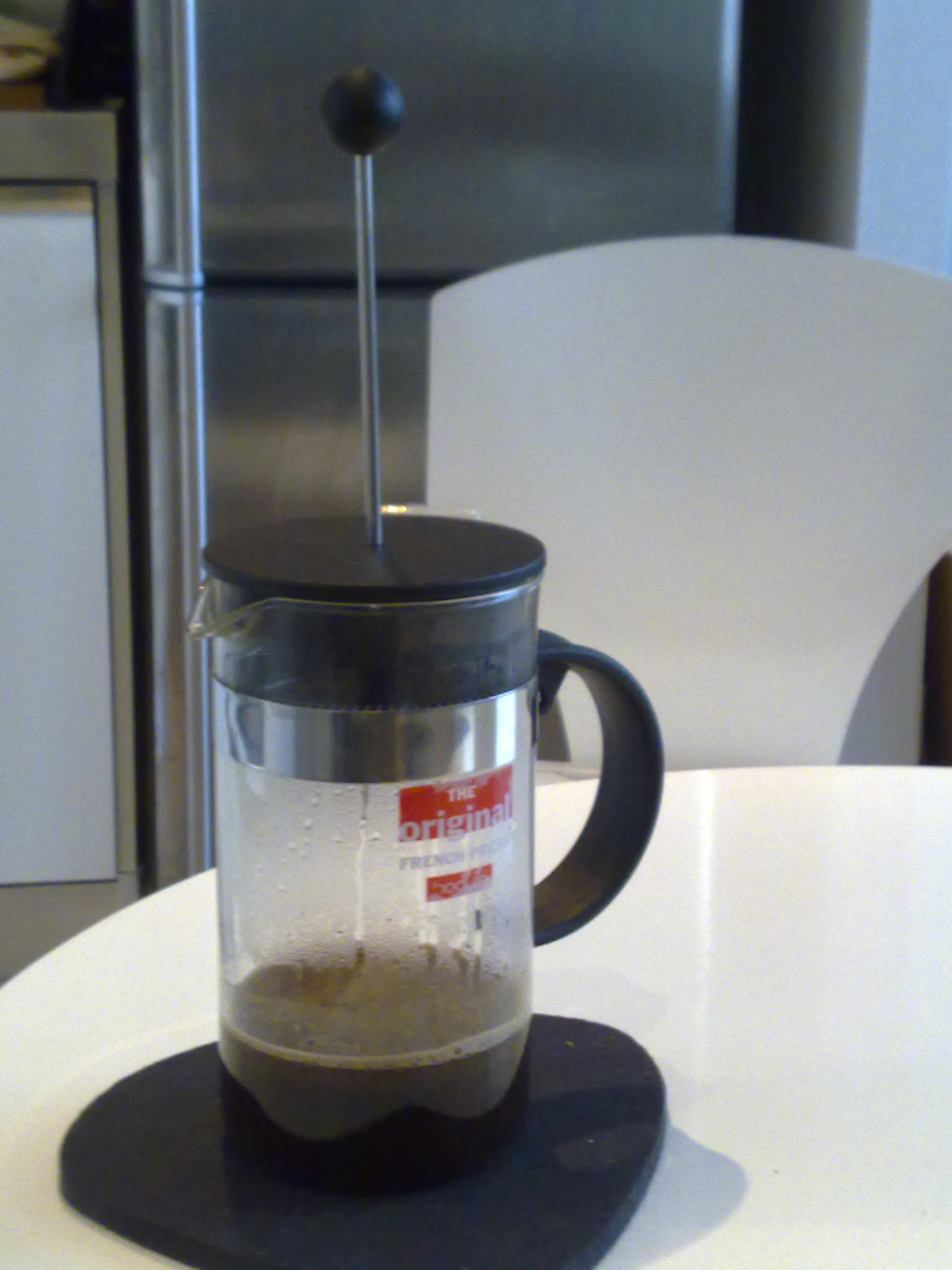
Café sendo em uma prensa francesa Bodum.

Bodum, Inc. é uma empresa dinamarquês-suíça fabricante de utensílios de cozinha com sede em Triengen, Suíça. Fundada em Copenhague, Dinamarca, em 1944 por Peter Bodum, a empresa foi transferida para a Suíça em 1978 pelo seu filho, Jørgen, que continuou dirigindo a empresa como presidente-executivo.
A Bodum comercializa produtos como prensas francesas, máquinas de café a vácuo e copos de bebida de parede dupla feitos na China de vidro borosilicato. Seus produtos são anunciados como BPA free. A empresa tentou registrar "French Press" como uma marca comercial em vários territórios, mas falhou nos EUA, e teve a marca eliminada no Canadá em dezembro de 2012. A Bodum firmou um acordo de parceria com a empresa americana de café Starbucks em novembro de 2016 para vender suas prensas francesas. Em janeiro de 2019, o acordo de parceria com a Starbucks foi concluído.